# Ursula Herwig
Ursula Herwig (Berlino, 12 luglio 1935 – Berlino Ovest, 5 dicembre 1977) è stata un'attrice e doppiatrice tedesca.
Tra le più attive doppiatrici tedesche degli anni sessanta e settanta, prestò la propria voce ad attrici quali Claudine Auger, Vivi Bach, Erika Blanc, Susan Clark, Joan Collins, Mireille Darc, Edwige Fenech, Jane Fonda, Marlène Jobert, Christiane Krüger, Elisa Montés, Rita Moreno, Bulle Ogier, Maria Rohm, Ann Smyrner, Elke Sommer, Ewa Strömberg, ecc. Come attrice, tra cinema e - soprattutto - televisione, partecipò invece ad una quarantina di differenti produzioni, a partire dalla fine degli anni cinquanta.
Fu la moglie dell'attore e doppiatore Thomas Braut (1930-1979).

## Biografia
Fa il proprio debutto sul grande schermo nel 1957, interpretando il ruolo di Ulla nel film commedia, diretto da Karl Anton, Der kühne Schwimmer.

### La prematura scomparsa
Ursula Herwig muore a soli 42 anni il 5 dicembre 1977, annegando - in circostanze mai chiarite - nel Landwehrkanal (uno specchio d'acqua di 50 cm di profondità) nei pressi del Zoologischer Garten Berlin.

## Filmografia parziale

### Cinema
- Der kühne Schwimmer, regia di Karl Anton (1957)
- Guerra dei satelliti (War of the Satellites), regia di Roger Corman (1958)
- Dorothea Angermann, regia di Robert Siodmak (1958)
- Spionaggio sotto quattro bandiere (La valse du gorille), regia di Bernard Borderie (1959)
- La strage di Gotenhafen (Nacht fiel über Gotenhafen), regia di Frank Wisbar (1960)
- 90 minuti dopo mezzanotte (90 Minuten nach Mitternacht), regia di Jürgen Goslar (1962)

### Televisione
- Dr. med. Hiob Praetorius - film TV (1958)
- Johanna aus Lothringen - film TV (1959)
- Eine Dummheit macht auch der Gescheiteste - film TV (1959)
- Der eingebildete Doktor - film TV (1963)
- Die fünfte Kolonne - serie TV, episodio 01x02 (1963)
- Das Kriminalmuseum - serie TV, episodio 01x06 (1963)
- Kommissar Freytag - serie TV, episodio 01x02 (1963)
- Willy Reichert in... - serie TV, episodio 01x02 (1964)
- Gerechtigkeit in Worowogorsk - film TV (1964)
- Lydia muss sterben - film TV (1964)
- Die Karte mit dem Luchskopf - serie TV, episodio 03x02 (1965)
- Weekend im Paradies - film TV (1965)
- Jörg Preda berichtet - serie TV, episodio 01x04 (1966)
- Der Nachtkurier meldet... - serie TV, episodio 03x05 (1966)
- Graf Yoster gibt sich die Ehre - serie TV, episodio 01x04  (1967)
- Alle Hunde lieben Theobald - serie TV, episodio 01x06 (1969)
- John Klings Abenteuer - serie TV, episodio 02x09 (1970)
- Die seltsamen Methoden des Franz Josef Wanninger - serie TV, episodio 04x07 (1970)
- Kinderklinik - miniserie TV (1971)
- Der Vereinsmeier - serie TV, 7 episodi (1971)
- Die rote Kapelle - miniserie TV (1972)
- Zeitaufnahme - film TV (1972)
- L'altro (Alexander Zwo) - serie TV, episodio 01x01 (1972)
- Madame Pompadour - film TV (1973)
- Beschlossen und verkündet - serie TV, episodio 01x10 (1975)
- Kommissariat IX - serie TV, episodio 01x12 (1975)
- Jede Woche hat nur einen Sonntag - serie TV (1977)